# Springwater (Nueva York)
Springwater es un pueblo ubicado en el condado de Livingston en el estado estadounidense de Nueva York. En el año 2000 tenía una población de 2,322 habitantes y una densidad poblacional de 17 personas por km².

## Geografía
Springwater se encuentra ubicado en las coordenadas 42°38′0″N 75°34′18″O / 42.63333, -75.57167.

## Demografía
Según la Oficina del Censo en 2000 los ingresos medios por hogar en la localidad eran de $ 43,059 y los ingresos medios por familia eran $49,716. Los hombres tenían unos ingresos medios de $36,633 frente a los $22,472 para las mujeres. La renta per cápita para la localidad era de $17,783. Alrededor del 9.4% de la población estaban por debajo del umbral de pobreza.